# 안드레이 카뱌코우

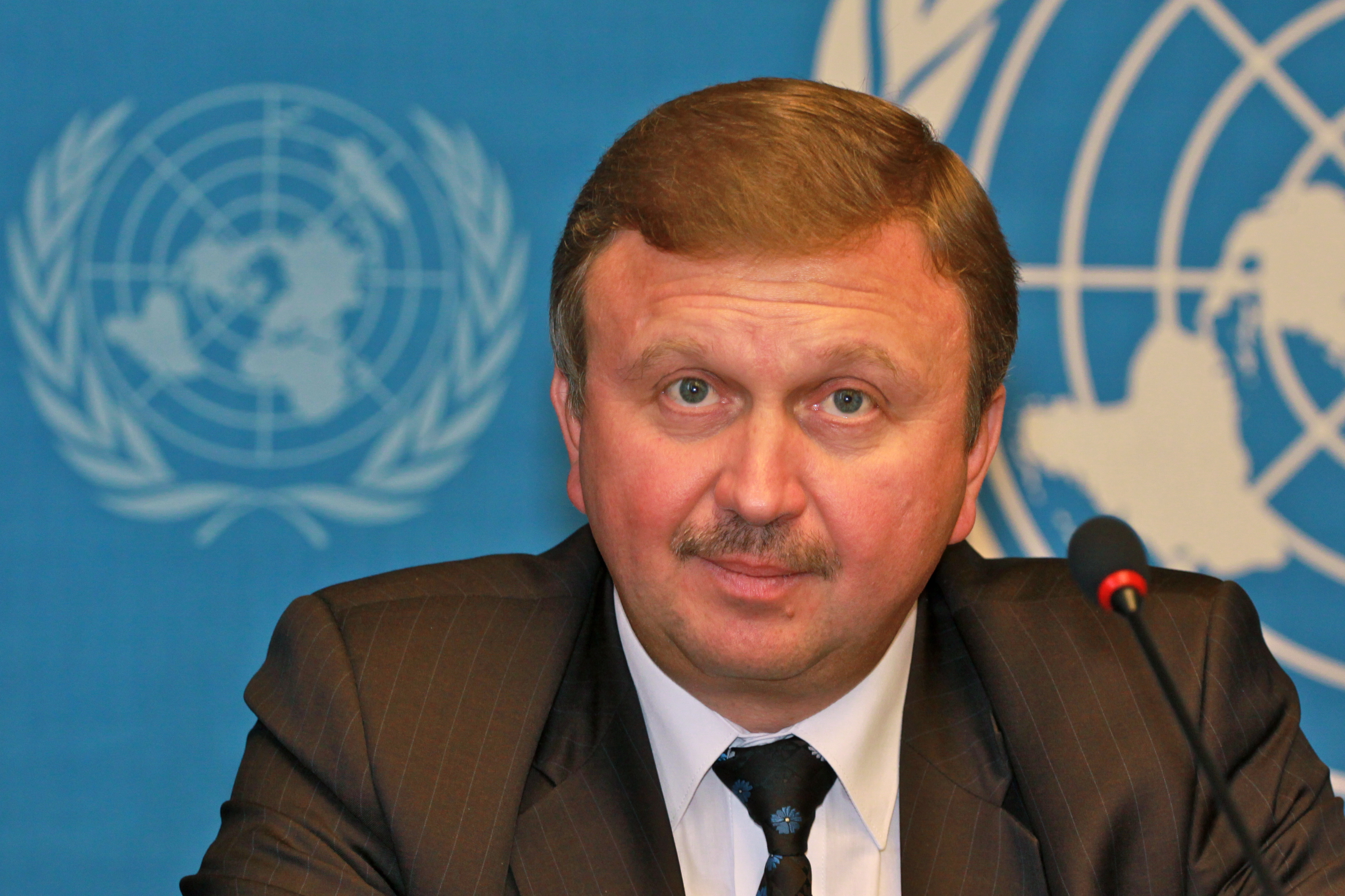
안드레이 카뱌코우

안드레이 울라지미로비치 카뱌코우(벨라루스어: Андрэй Уладзіміравіч Кабякоў, 러시아어: Андрей Владимирович Кобяков 안드레이 블라디미로비치 코뱌코프[*], 1960년 11월 21일 러시아 모스크바 ~ )는 벨라루스의 정치인이다. 2014년부터 2018년까지 벨라루스 총리를 지냈다.